# 電子書閱讀器
電子閱讀器（英文：e-reader，e reader，e device），也稱為電子書設備、“电纸书”或“墨水屏”，是一種移動電子設備，其主要目的是閱讀電子書和期刊。
凡可在屏幕上顯示文本的任何設備都可以稱之電子閱讀器，但是專用的電子閱讀器設備可以為此目的優化可移植性，可讀性和電池壽命。因為電子閱讀器能夠容納數千本書，而重量卻少於一本書，並且由於附加功能而帶來的便利。

## 定義
在經濟部工業局數位學習與數位典藏產業推動計劃中，將電子書載具定義為「學習終端」的一種，指涉應用於學習或因應學習需求所開發之學習用的終端系統或產品。
电子阅读器是专门用于显示以书籍、杂志、报纸和其他印刷品为来源的书面材料的数位版本的便携式、低能耗设备。目前电子阅读器的主要产品有：亞馬遜的Kindle、日本樂天株式會社的樂天Kobo電子書 、總部設於瑞士的 PocketBook、日本索尼的Sony Reader、巴諾書店出品的Nook、台灣Readmoo 讀墨電子書所推出的mooInk、中國漢王科技的电纸书。
截至2023年2月，中国大陆市场销售的主要电纸书品牌包括：掌阅（iReader）、文石BOOX、小米多看MiReader、小米墨案、汉王Hanvon、科大讯飞、海信Hisense、华为、Kindle。由于Kindle已经宣布退出中国大陆市场，预计中国大陆自产品牌将在中国大陆占据更大市场份额。

## 特色和應用
基于电子纸技术的电子阅读器（E-paper Based E-book Reader）是一种平板式阅读器。大部分的电子阅读器相当于一本薄薄的平装书，能储存约上萬本电子图书，具有重量轻、容量大、电池使用时间长、螢幕大等特点，是办公无纸化的新选择。电子阅读器具有调节字体大小的功能，并且能显示JPEG、GIF格式的黑白图像和Word文件，实现RSS新闻订阅。
电子纸显示屏通过反射环境光达到可视效果，因此看上去更像普通纸张。这种显示屏的能效非常高，因为它一旦开启，就不再需要电流来维持文字的显示，而只有翻页时才消耗能量。

## 電子閱讀器列表
1. Kindle：[7]亞馬遜公司設計的一系列電子書閱讀器。用戶可以通過無線網路使用Kindle購買、下載和閱讀電子書、報紙、雜誌、部落格及其他電子媒體。
2. Nook：[8]美國書籍銷售公司巴諾書店推出的電子書閱讀器品牌，目前推出的所有閱讀器均採用Android系統。
3. 樂天Kobo電子書：[9]總部位於加拿大多倫多，隸屬日本樂天株式會社旗下的電子書品牌，目前是全球第二大電子書平台，提供電子書、電子書閱讀器等服務。
4. mooInk：[10]由台灣Readmoo讀墨電子書所推出的電子書閱讀器。
5. Sony Reader：[11]Sony Reader是索尼發售的電子書閱讀器。
6. 漢王電紙書：[12]中國漢王科技的電紙書。